# 宝林寺 (福島市)
宝林寺（ほうりんじ）は、福島県福島市御倉町にある時宗の寺院。山号は行樹山、院号は役誠院。

## 概要
宝林寺は福島市内で最も古い木造建築の一つとされ、享保11年（1726年）に再建された。福島県緑の文化財に指定されている樹齢およそ700年とされる大銀杏が屹立する。

## 寺紋
折敷に三文字

## 所在地
所在地
- 福島県福島市御倉町1番62号

交通
- 鉄道
  - 福島駅（JR東日本・阿武隈急行・福島交通) 徒歩で15分